# SS-Werfer-Abteilung 500

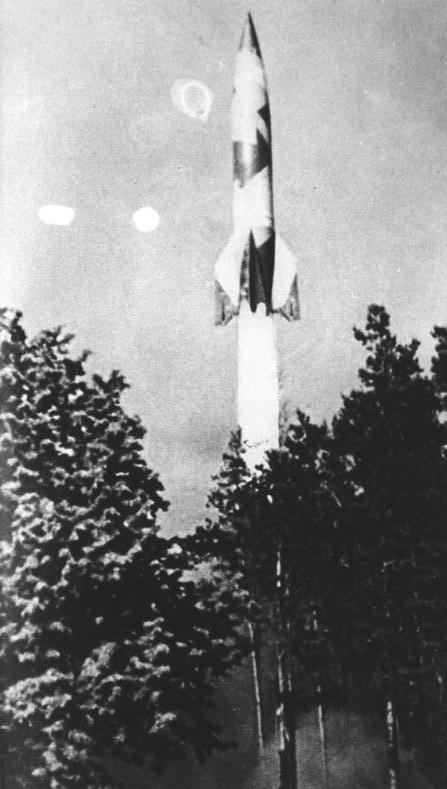
V2-raket na de start.

De SS-Werfer-Abteilung 500 was een Duitse V2-raketeenheid die in de periode tussen 13 november 1944 en 28 maart 1945 een lanceerbasis had ingericht in Overijssel. De lanceerbasis had als doel om vanuit diverse lanceerplaatsen in Markelo, Holten,Hellendoorn en Dalfsen V2-raketten te lanceren op allerlei voorkomende geallieerde militaire doelen. De voornaamste doelen die onder vuur werden genomen waren; de Haven van Antwerpen en de brug in Remagen in Duitsland.

## Geschiedenis
In mei 1944 werd de SS-Werfer-Batterie 500 opgericht. Het was de enige SS-eenheid die deel uitmaakte van de 8-Werfers Batterie Division Nordhausen. In 1945 werd de naam van de eenheid gewijzigd in SS-Werfer-Abteilung 500. De militairen die deel uitmaakten van de speciale SS-Abteilung hadden voor aanvang van hun technische opleiding een speciale opleiding bij de SS gevolgd. De Divisie stond onder bevel van SS-generaal dr. ir. Hans Kammler (1901-1945). Kammler was een civiele ingenieur met een hoge officiersrang bij de SS. Tegen het einde van de Tweede Wereldoorlog werd Kammler belast met het gehele V-2 programma. In de maand mei 1945 toen de nederlaag van het Duitse leger een feit was pleegde Kammler zelfmoord. Zijn dood werd op 9 mei 1945 officieel bevestigd. Over de wijze van zelfmoord spreken de bronnen zich tegen.

## Opleiding
De Abteilung 500 was het “paradepaardje” van generaal Kammler. Hij zorgde ervoor dat de eenheid met het beste materiaal en de beste apparatuur werd uitgerust. De bediening van de V2-platforms en de raketspecialisten waren voor deze bijzondere taak opgeleid in de Freiherr von Fritsch Kazerne in Köslin in West-Pommeren in Polen. De kazerne viel onder het commando van de Wehrmacht. Het was het belangrijkste opleidingsinstituut waar bemanningen van V2-raketplatforms werden opgeleid. In Köslin werd de opleiding verzorgd door civiele ingenieurs. De opleiding bestond uit een theoretisch en een praktisch gedeelte. In de omgeving van Köslin werden geen V2-raketten gelanceerd. Er werd voornamelijk met “Dummy” raketten gewerkt om het assembleren (samenvoegen) van de kop en de raketmotor, het in stelling brengen van de raket en de lanceerprocedures te beoefenen.

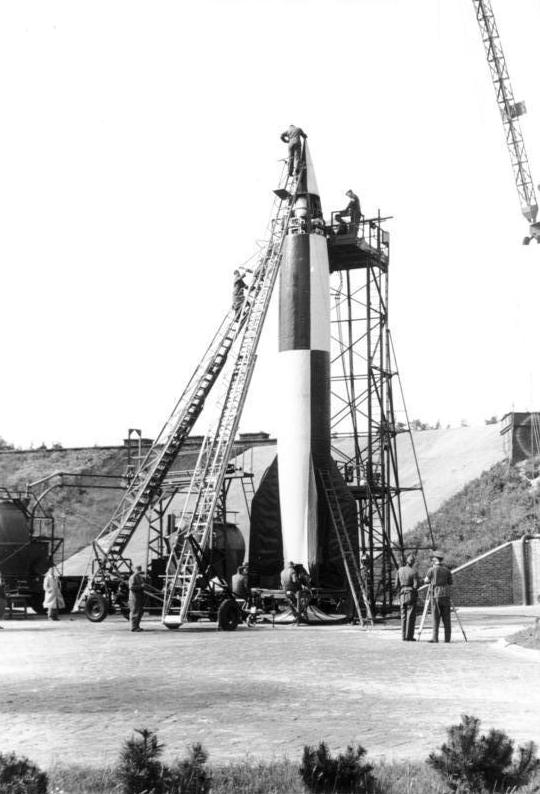
Voorbereidingen bij de start van een V2-raket, op de testlanceerbasis Peenemünde, maart 1942.

Het onderzoek en de ontwikkeling van het V2-programma geschiedde op de V2-testlanceerbasis in Peenemünde, op het eiland Usedom in de Duitse deelstaat Mecklenburg-Voor-Pommeren. Toen de geallieerden in 1943 de lanceerbasis hadden vernield werd de ontwikkeling en het onderzoek van V-wapens verplaatst naar Nordhausen. In de ondergrondse fabriek Mittelbau-Dora nabij Nordhausen werden de V1, de Wasserfall en de V2-raket gefabriceerd. In de fabriek van het concentratiekamp Mittelbau-Dora werkten voornamelijk dwangarbeiders. In de fabriek vond ook de technische opleiding van V2-bemanningen plaats. Ook de raketspecialisten en technici van de Abteilung 500 werden in deze fabriek opgeleid. Het was er bij generaal Kammler alles aan gelegen om “zijn” SS-Abteilung een voordeel te geven boven de andere V2-Abteilungen die tot de Wehrmacht behoorden.

## De verplaatsing naar Nederland
In september 1944 werd de SS-Werfer-Abteilung 500 per trein vervoerd vanaf de Tuchel heide in Pommeren naar de Nederlandse grens. In een bos in de omgeving van Schöppingen, nabij Burgsteinfurt, werd op 13 oktober 1944, op een lanceerbasis met de codenaam “Schandfleck”, de eerste V2-raket in de richting van Antwerpen gelanceerd. De lancering mislukte. De V2-raket stortte op drie kilometer afstand van de lanceerplaats in een weiland neer.

## Organisatie en sterkte

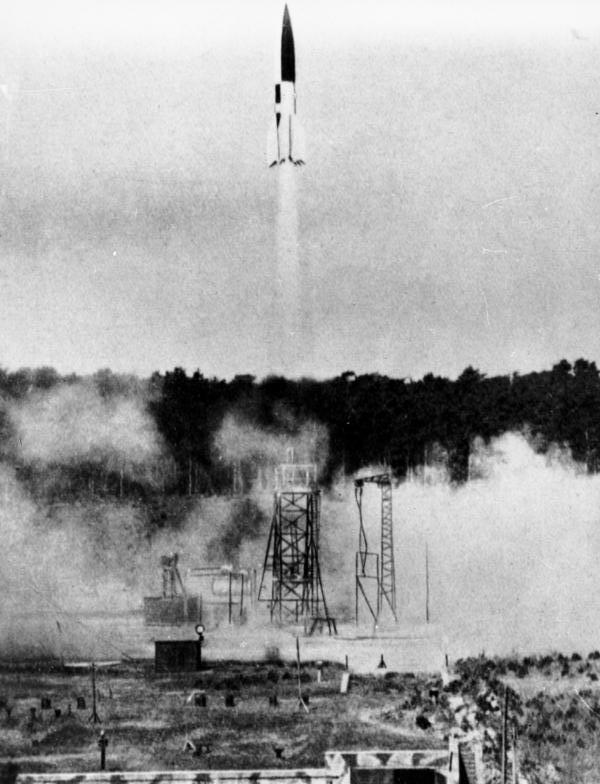
Testlancering van een V2-raket in Peenemünde, juni 1943

De SS-Werfer-Abteilung 500 bestond uit acht officieren en ongeveer vierhonderd SS-militairen die in diverse functies betrokken waren bij de lancering van de V2-raketten. Alle militairen behoorden tot de Waffen-SS. In het bos bij Archem was het Sonderkommando gevestigd. Het Sonderkommando stond onder bevel van SS Hauptsturmführer Johannes Miesel. Het gedeelte van de eenheid dat verantwoordelijk was voor het lanceren van de raketten bestond uit drie lanceergroepen. De sterkte van een lanceergroep bedroeg ongeveer dertig man. Een batterij Luchtdoelartillerie, uitgerust met 20mm en 37mm kanonnen, was verantwoordelijk voor de luchtafweer. De eenheid had de beschikking over ruim honderd voertuigen. Naast het lanceergedeelte bestond de eenheid uit een verzorgingsgedeelte zoals; een commandogroep, een administratiegroep, een veldkeukengroep, een onderhoudswerkplaats voor de reparatie en het herstel van voertuigen, een beveiligings- en bewakingsgroep, een groep voor de overslag en bevoorrading van brandstoffen en een groep die verantwoordelijk was voor het lossen en bevoorraden van de V2-raketten en de assemblage.

## Operatiegebied
Op 14 november 1944 arriveerde de SS-Werfer-Abteilung 500 in de omgeving van Hellendoorn en Ommen. In het Eelerberg bos bij Hellendoorn en de buurtschap Archem bij Dalfsen maakte het personeel van de eenheid een V2-lanceerbasis in gereedheid om V2-raketten te lanceren op allerlei voorkomende geallieerde doelen. Het voornaamste doel was de Haven van Antwerpen. Door de haveninstallaties te vernielen probeerden de Duitsers de Haven van Antwerpen onbruikbaar te maken voor de bevoorrading van de geallieerde legers.

## Bevoorrading

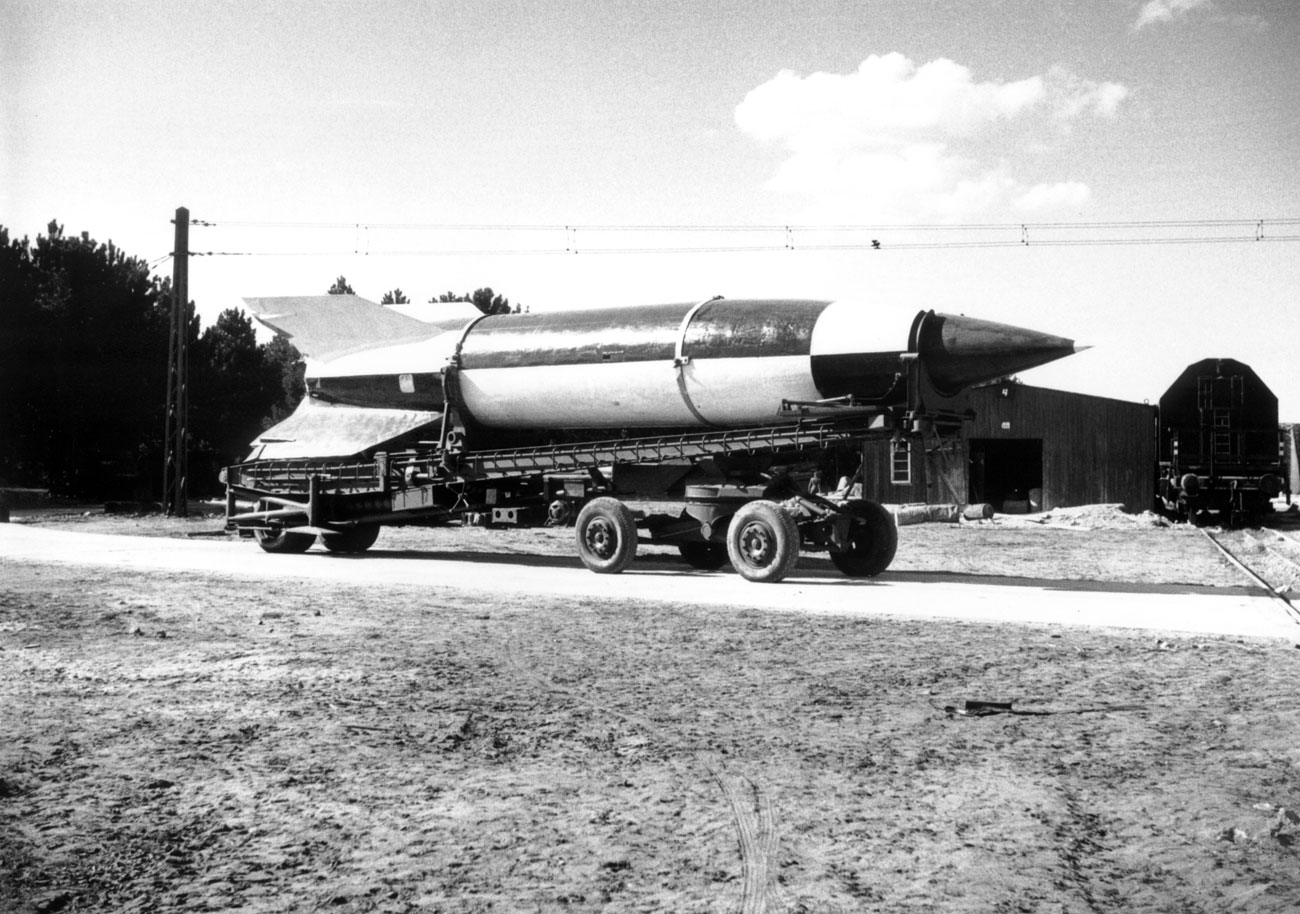
V2-raket op Meillerwagen.

De A4/V2 raketten werden vanuit Duitsland per trein naar Nederland vervoerd. De V2-raketten zonder springlading kwamen 's nachts per trein aan op het station van Ommen. Op een zijspoor in de bossen tussen Mariënberg en Ommen, werden de V2-raketten gelost. In de bossen waren twee lange opstelplaatsen ingericht. De opstelplaatsen lagen ten zuiden van de spoorlijn die loopt van Mariënberg naar Ommen. Vervolgens werden de V2-raketten gecamoufleerd en onder zeer strenge bewaking op Meillerwagens vervoerd naar het assemblagegebied in de buurtschap Archem. Hier werd de raket geassembleerd. De kop met springlading werd met de raketmotor samengevoegd. Vanuit Archem werden de raketten, veelal ’s nachts, onder strenge bewaking naar de lanceerplaatsen in het Eelerberg bos nabij Hellendoorn vervoerd. De raketten werden gecamoufleerd om herkenning vanuit de lucht te voorkomen. Het station in Heino werd voornamelijk gebruikt als losplaats voor brandstoffen. Op het station van Ommen werd soms methylalcohol en andere brandstoffen gelost.

## Lanceerbasis Hellendoorn/Dalfsen

### Algemeen

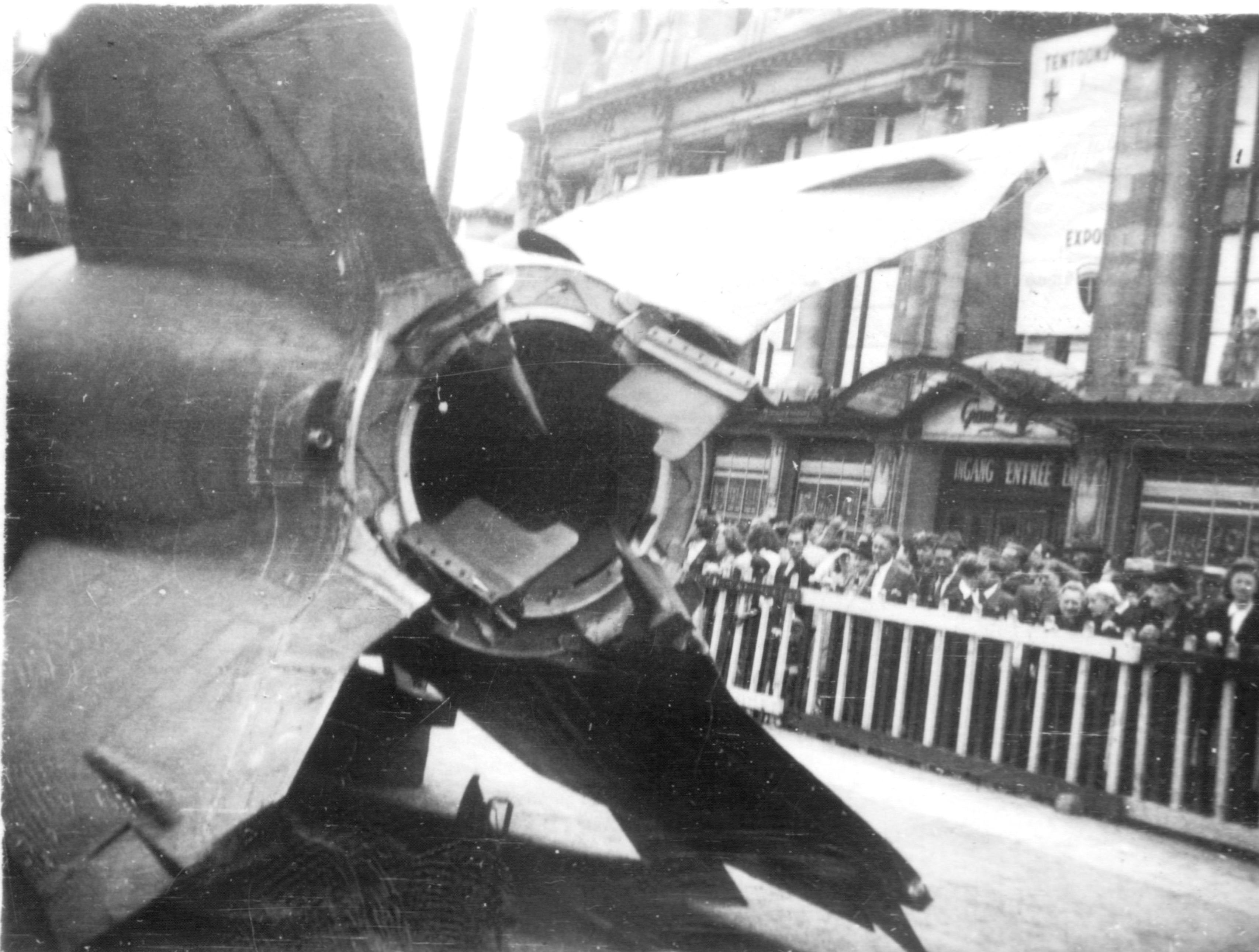
V2-raket neergestort in centrum van Antwerpen, november 1944.

Op 14 november 1944 ging de SS-Werfer-Abteilung 500 in Hellendoorn en in de buurtschap Archem bij Ommen in stelling. Vanaf 16 november 1944 tot 28 maart 1945 werden er vanaf diverse lanceerplaatsen V2-raketten afgevuurd op allerlei voorkomende geallieerde doelen. Vele raketten hadden de bestemming Antwerpen. De lanceringen op Antwerpen hadden tot doel om de Haven van Antwerpen onbruikbaar te maken voor de bevoorrading van de geallieerde legers. Niet alle V2-raketten bereikten hun bestemming. Om de vijf à zes raketten mislukte de lancering. Veelal stortte de raket als gevolg van een defect aan de raketmotor neer op korte afstand van de lanceerinrichting. Op 4 december 1944 stortte een V2-raket neer op vijf kilometer afstand ten zuidwesten van Hellendoorn. In de buurt van Luttenberg. Bij het ongeluk kwamen negentien mensen om het leven. In Antwerpen bereikten niet alle raketten het havengebied. Er kwamen raketten neer in het centrum van Antwerpen. Op de Groenplaats tegenover de Onze-Lieve-Vrouwe kathedraal werden de raketten aan het publiek tentoongesteld. Vanaf 17 maart 1945 werden er V2-raketten afgevuurd op de brug bij Remagen in Duitsland. Geen enkele raket raakte zijn doel. Een aantal huizen in de directe omgeving van de brug werden verwoest. Een aantal Amerikaanse soldaten kwamen bij dit bombardement om het leven. Op 28 maart 1945 werd de Abteilung 500 op bevel van Adolf Hitler verplaatst in de richting van Berlijn.

### Lanceerplaatsen in het Eelerberg bos bij Hellendoorn
De V2-lanceerbasis was ingericht op de Eelerberg in het Eelerberg bos. Het Eelerberg bos lag op ongeveer achttien honderd meter ten noordwesten van Hellendoorn. Binnen een kilometer van de lanceerbasis in het Eelerberg bos was de bevolking geëvacueerd. Zeventien gezinnen moesten hun huizen verlaten. Daarna waren de huizen geschikt gemaakt voor troepenlegering. Het commando-centrum was in Hellendoorn bij de lokale pastorie ingericht. De SS-officieren waren gelegerd in Huis Eelerberg. De leden van de lanceergroepen waren ondergebracht in boerderijen in de buurt van de lanceerplaatsen. De voertuigen stonden achter de huizen geparkeerd. De voertuigen die niet direct benodigd waren stonden op een centrale parkeerplaats gecamoufleerd opgesteld.
Op de Eelerberg waren zes à zeven lanceerplaatsen ingericht. Er was een lanceerplaats die dicht bij het sanatorium lag. Het sanatorium was tijdens de Tweede Wereldoorlog een kuuroord voor tuberculose patiënten. Tegenwoordig doet het sanatorium dienst als verpleeghuis “Krönnenzommer”. Een andere lanceerplaats lag op een kilometer afstand van het sanatorium. De lanceerplaats lag achter een landgoed. Het Eelerberg bos bestond geheel uit naaldhout bomen. Het bos werd doorsneden door een aantal rechte wegen. Alle lanceerplaatsen waren gelegen op of evenwijdig aan de wegen. Het lanceerplatform op de lanceerplaats was veelal gebouwd op een ondergrond van grenenhouten palen. De palen waren door touwverbindingen met elkaar verbonden. Er waren ook platforms die enkel en alleen een geëgaliseerde zand ondergrond hadden.
De raketten werden ten zuidwesten van de rentmeesters woning, nabij het sanatorium, in de buurt van het hoogste punt gelanceerd. Op 16 november 1944 werd de eerste V2-raket vanaf de Eelerberg gelanceerd. Kort na de lancering stortte de raket, als gevolg van een defect aan de raketmotor, in de bosgrond voor de lanceerplaats neer. De raket explodeerde. Bij het sanatorium veroorzaakte de explosie een enorme glasschade. In de loop van de maand werden er vanuit diverse lanceerplaatsen vanaf de Eelerberg vijf en twintig raketten afgevuurd.
Tussen 30 december 1944 en 8 maart 1945 werd er een “vuurpauze” ingelast. Enkele lanceerplatforms vertoonden mankementen, waardoor steeds meer lanceringen mislukten. Daarnaast was het boscomplex door de vele branden die na een mislukte lancering ontstonden zwaar aangetast. De herkenning van de lanceerplaatsen vanuit de lucht, door de overvliegende geallieerde vliegtuigen, begon voor de eenheid een reëel gevaar op te leveren. De wetenschap dat de activiteiten van de eenheid door het Nederlands verzet nauwlettend in de gaten werden gehouden kan er mede toe hebben bijgedragen dat de lanceerbasis van de Abteilung 500 naar elders werd verplaatst. Op 8 maart 1945 werden de werkzaamheden hervat.

### Lanceerplaatsen in Hessum bij Dalfsen
Op 1 januari 1945 werd de SS-Werfer-Abteilung 500 verplaatst naar Hessum bij Dalfsen. Evenals in de omgeving van de Eelerberg moesten ook hier veel inwoners hun huizen verlaten om plaats te maken voor de SS-militairen. De lanceerbasis lag op een paar kilometer ten noordwesten van Hellendoorn. Een groep van vier lanceerplaatsen was gelegen aan de weg van Vilsteren naar Dalfsen. De lanceerplaatsen stonden op of lagen naast de bestaande wegen. Vanuit de lanceerplaatsen werden hier twee en dertig raketten afgevuurd. Allen met bestemming de Haven van Antwerpen. Er zijn vanuit Hessum 118 v2 raketten afgevuurd op de haven van Antwerpen.

### Lanceerplaatsen op het landgoed de Mataram bij Dalfsen
Op 30 januari 1945 werd SS-Werfer-Abteilung 500 verplaatst naar het landgoed de Mataram bij Dalfsen. Vanaf diverse lanceerplaatsen werden van hieruit een en zestig V2-raketten afgevuurd in de richting van Antwerpen. In de buurt van het landgoed de Mataram bevonden zich vijf lanceerplaatsen. Bij een ongeluk tijdens de lancering werd een “Feuerleitpantzer” vernield. Een “Feuerleitpanzer” was een gepantserd voertuig van waaruit de V2-raket werd gelanceerd. De bevoorrading van de raketten vond plaats vanuit Vilsteren in de buurt van Dalfsen. Daar werden de raketten per trein afgeleverd en gelost. Vervolgens werden de raketten op een Meillerwagen naar de lanceerplaatsen vervoerd. De commandant van de eenheid had zich in een woning in Dalfsen gevestigd. Door middel van een telefoonverbinding stond de commandant in verbinding met de eenheid te velde.

### Lanceerplaatsen in het Eelerberg bos bij Hellendoorn
Op 9 maart 1945 keerde de SS-Werfer-Abteilung 500 terug naar de Eelerberg bij Hellendoorn. Vanuit diverse lanceerplaatsen werden van hieruit wederom twee en veertig raketten afgevuurd op Antwerpen. Als gevolg van het feit dat de geallieerden steeds meer successen boekten en de brug bij Remagen door de geallieerden was veroverd, werden er op 17 maart 1945 elf V2-raketten afgevuurd op de brug bij Remagen. Geen enkele raket raakte zijn doel. In de directe omgeving van de brug werden een aantal huizen vernietigd. Zes Amerikaanse soldaten kwamen bij dit bombardement om het leven. In Hellendoorn werden de behaalde successen in Remagen door de Duitse militairen breed uit gemeten. De Duitsers spraken er openlijk over dat de raketten tegen het geallieerde front in Remagen werden ingezet. Het verhaal deed de ronde dat Adolf Hitler aan de commandant van de eenheid zijn persoonlijke felicitaties had verstuurd.

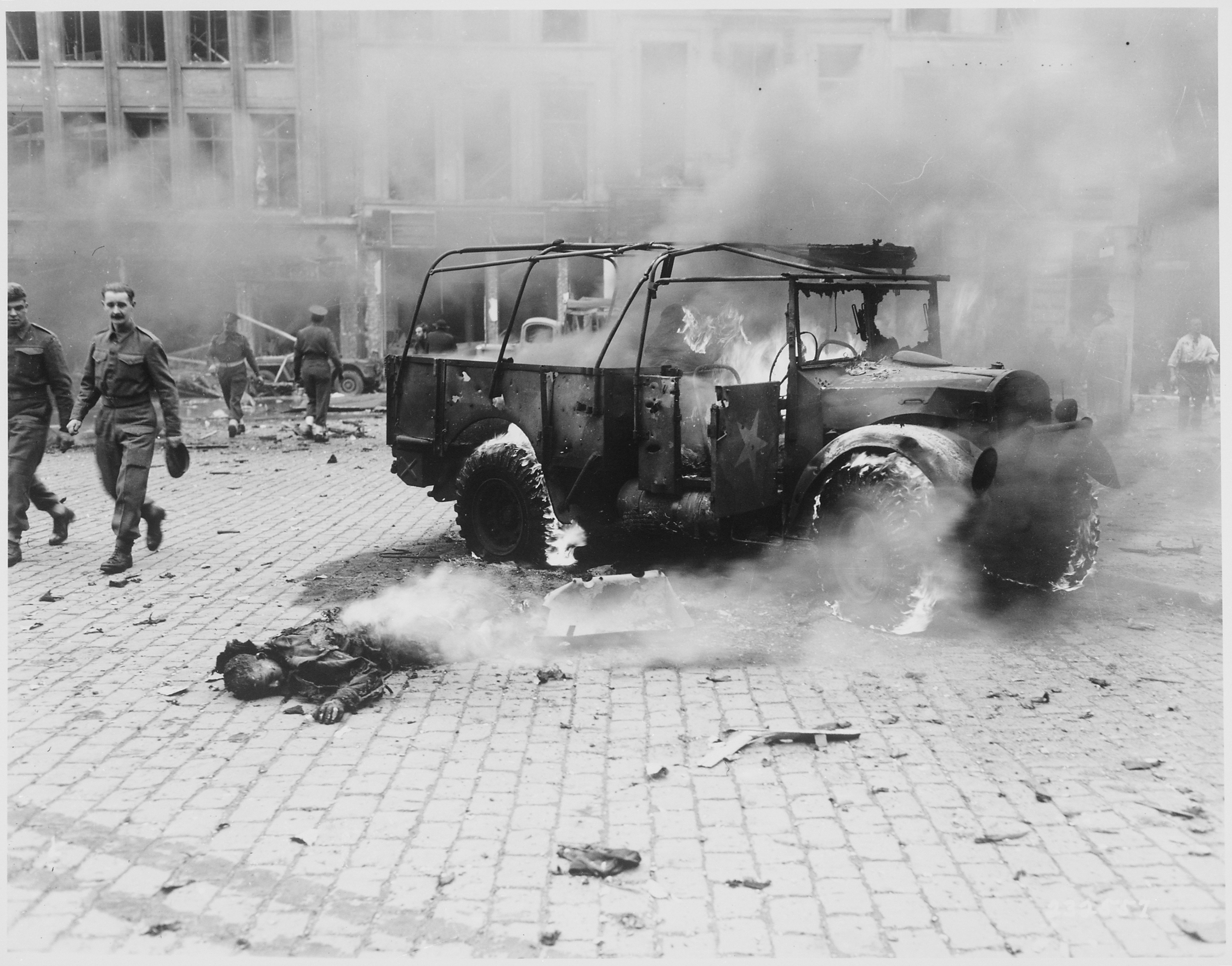
Een militair slachtoffer (US) na een V2-aanval op Antwerpen op 27 november 1944.

Op 27 maart 1945 werden de laatste raketten gelanceerd. Daarna vernietigde de Duitsers hun eigen lanceerbasis. Als gevolg van het snel naderende Canadese 1e Leger werd de SS-Werfer-Abteilung 500, op 28 maart 1945, vanuit Hellendoorn in drie groepen in de richting van Berlijn verplaatst. De ineenstorting van Duitsland zorgde voor veel verwarring. De bronnen spreken zich tegen of de groepen Berlijn hebben bereikt.

## SS-generaal dr. ir. Hans Kammler
Het gemiddelde aantal raketten dat binnen vier en twintig uur werd gelanceerd was twee tot vier raketten. Soms was er een uitschieter naar zeven raketten. Om de vijf à zes lanceringen mislukte een lancering. Meestal stortte de raket op een korte afstand van de lanceerplaats neer. Op 14 december 1944 werden zeven raketten afgevuurd. Op 26 november 1944 werden twee raketten tegelijk afgevuurd.
Vanaf januari 1945 werd SS-generaal dr. ir. Hans Kammler hoofd van alle V2-projecten. Tot aan het einde van de Tweede Wereldoorlog bleef Kammler de SS-Werfer-Abteilung 500 stimuleren om de vuurfrequentie op te voeren. Het was hem er alles aan gelegen om “zijn” Abteilung beter te laten “scoren” dan een reguliere Abteilung van de Wehrmacht. In de maand mei 1945 toen de nederlaag van het Duitse leger een feit was pleegde Kammler zelfmoord. Zijn dood werd op 9 mei 1945 officieel bevestigd. Over de wijze van zelfmoord spreken de bronnen zich tegen.

## Het ongeluk in Luttenberg
Op 4 december 1944 werd er vanuit een lanceerplaats in het Eelerberg bos in Hellendoorn een V2-raket afgevuurd. De raket stortte neer en hij kwam op vijf kilometer ten zuidwesten van Hellendoorn in een weiland in de buurt van Luttenberg terecht. Veel inwoners waren getuige van het ongeluk. Ze begaven zich naar de plaats waar het projectiel was neergekomen. De V2-raket had een diepe trechter in het weiland geslagen. De verzamelde menigte die op het ongeluk was afgekomen had zich rond de brokstukken verzameld. Een aantal minuten nadat de raket was neergestort explodeerde de springlading in de kop van de raket. Met een verschrikkelijke klap werden de mensen tegen de grond geslagen. In een straal van achthonderd meter hadden de huizen glasschade. De Duitsers rukten uit met ambulances. De artsen en verpleegkundigen van de eenheid verleenden eerste hulp aan de getroffen slachtoffers. De zwaargewonden werden naar het ziekenhuis in Almelo afgevoerd. Toen twee weken na het ongeluk de balans werd opgemaakt bleken negentien mensen als gevolg van de explosie te zijn overleden. Na de oorlog werd in Luttenberg een monument opgericht ter nagedachtenis aan de slachtoffers.

## De rol van het Nederlands verzet
In de periode dat de Abteilung 500 in de omgeving van Hellendoorn en Dalfsen een lanceerbasis inrichtte waren er in datzelfde gebied diverse spionage- en verzetsgroepen actief. De groepen behoorden tot de Raad van Verzet (RVV) en stonden onder bevel van de kapitein Albert Ferdinand Lancker (1894-1945). Lancker was de commandant van de Binnenlandse Strijdkrachten (BS) in het District Salland. Om arrestatie door de Sicherheitsdienst (SD) te voorkomen wisselde Lancker met het BS-hoofdkwartier steeds van locatie. Vanaf september 1944 tot aan het einde van de Tweede Wereldoorlog was het BS-hoofdkwartier gevestigd op diverse locaties in de omgeving van de plaatsen Hellendoorn, Luttenberg en Hoge Hexel. In hetzelfde gebied waar de verzetsgroepen actief waren hadden agenten van het Bureau Inlichtingen (BI) en van het Bureau Bijzondere Opdrachten (BBO) seinposten ingericht. De agenten waren in het gebied aanwezig om het verzet te coördineren en om het radiocontact te verzorgen tussen de verzetsgroepen en de leiding van het BI en BBO in Londen. De agent Ben Buunk (1917-1945) verzorgde het radiocontact tussen de Twentse RVV-brigade, het Inlichtingencentrum Oost en het BI in Londen en Eindhoven. Hij hield zich voornamelijk bezig met spionage. De agent Jaap Beekman (1919) verzorgde het radiocontact tussen de RVV-brigade en het BBO in Londen. Het BBO hield zich bezig met de militaire opleiding van de medewerkers van de verzetsgroepen en het aanvragen en ontvangen van wapen en munitie droppingen.
Naast de agenten van het BI en het BBO had Lancker contact met de agenten van een Jedburgh-team. Het waren agenten die met een speciale opdracht in de nacht van 11 op 12 september 1944 op het afwerpterrein “Evert” bij de Piksen waren geparachuteerd. Het waren de majoor Henk Brinkgreve, de amerikaanse majoor John Olmsted en de Britse sergeant John Austin. Zij hadden de taak om het verzet in het gebied te coördineren en de samenwerking tussen de Twentse RVV-brigade en de Twentse Knokploegen te bevorderen. Olmsted was agent van het Office of Strategic Services (OSS). Hij stond rechtstreeks in radiocontact met de geallieerde verbindingscentrale “Wensun” die zich in de achterhoede van de oprukkende geallieerde legers bevond. Hij verzamelde samen met de verzetsgroepen militaire inlichtingen die direct van nut waren voor de oprukkende geallieerde legers. Austin was radiotelegrafist hij verzorgde de verbinding tussen de leden van het Jedburgh-team en de geallieerde militaire autoriteiten in Londen en Eindhoven. Door de activiteiten van de in het gebied aanwezige agenten werden de geallieerde militaire autoriteiten bijna dagelijks op de hoogte gebracht van de vijandelijke activiteiten van de Abteilung 500.
Op 16 november 1944 reisde Olmsted door de vijandelijke linies om mondeling rapport uit te kunnen brengen over vijandelijke activiteiten in Twente en Salland. Vanaf november 1944 werd het net rond de verzetsgroepen in Twente en Salland door de SD aangetrokken. Op 18 november 1944 werd de radiotelegrafist van het “Jedburgh-team”, John Austin, in Luttenberg bij een huiszoeking door de SD gearresteerd. Vanaf 9 februari 1945 vond er bij de Radiodienst van de Raad van Verzet een golf van arrestaties plaats. In een boerderij in Hardenberg werd een radiozender van de Radiodienst van de Raad van Verzet uitgepeild. Enkele kopstukken van de Radiodienst waaronder D.Eskes en F.van der Laaken werden gearresteerd. Een dag later werden nog tientallen medewerkers van de Zendgroep Oost en het Inlichtingencentrum Oost gearresteerd. De agent Buunk werd op 10 februari 1944 door de SD in Vroomshoop gearresteerd. De kapitein Lancker werd op 11 februari 1944 door de SD gearresteerd en op de vlucht doodgeschoten. De agenten van het BBO zochten een veilig heen komen en zij doken onder in Zwolle. Toen de rust in de regio was teruggekeerd namen de agenten van het BI de draad weer op. De agenten Karel Christiaan Mooiweer (1923-1971), Pieter Bouman (1924-1997) en Menco Rein Mulder (1923-1945) zetten het werk van de agent Buunk voort. Door de geallieerden werd nooit enige actie tegen de SS-Werfer-Abteilung 500 ondernomen.